# КК Лаврио
КК Лаврио (грч. Γ.Σ. Λαυρίου K.A.E.) грчки је кошаркашки клуб из Лаврија. У сезони 2021/22. такмичи се у Првој лиги Грчке и у ФИБА Лиги шампиона.

## Историја
Клуб је основан 1990. године. Од сезоне 2015/16. такмичи се у Првој лиги Грчке.

## Успеси

### Национални
- Првенство Грчке:
  - Вицепрвак (1): 2021.

## Учинак у претходним сезонама
| Сез.     | Првенство Грчке | Куп Грчке    | Европско такмичење              |
| -------- | --------------- | ------------ | ------------------------------- |
| 2015/16. | 11. место       | —            | —                               |
| 2016/17. | Четвртфинале ПО | —            | —                               |
| 2017/18. | Четвртфинале ПО | —            | —                               |
| 2018/19. | 12. место       | —            | ФИБА Куп Европе — 1. коло квал. |
| 2019/20. | 6. место        | —            | —                               |
| 2020/21. | Вицепрвак       | Полуфинале   | —                               |
| 2021/22. | —               | Четвртфинале | ФИБА Лига шампиона — Плеј-ин    |

## Познатији играчи
- Стивен Греј
- Марко Кешељ
- Јанис Кузелоглу
- Милан Миловановић
- Кевин Пантер